# Iouri Davydov
 (octobre 2023).
Si vous disposez d'ouvrages ou d'articles de référence ou si vous connaissez des sites web de qualité traitant du thème abordé ici, merci de compléter l'article en donnant les références utiles à sa vérifiabilité et en les liant à la section « Notes et références ».
Iouri Davydov, dit aussi Georgi Davydov, (en russe : Юрий Львович Давыдов), né le 24 avril 1876 (6 mai dans le calendrier grégorien) à Genève, en Suisse et mort le 16 avril 1965, à Kline, en URSS, est un maréchal de la noblesse de l'ouezd de Tchyhyryne, dans l'Empire russe, durant les années 1906 à 1912, devenu directeur de la Société musicale russe en 1913.

## Biographie
Iouri Davydov fait partie de la famille Davydov. Il est le fils cadet de Léon Vassilevitch Davydov (1837-1896) et d'Alexandra Ilynitchna Tchaïkovskaïa (1842-1891). Il est le neveu du compositeur Piotr Ilitch Tchaïkovski, le petit-fils du décembriste Vassili Lvovitch Davydov et le frère du fondateur du musée-zapovednik P. Tchaïkovski à Kline Vladimir Davydov. C'est aussi un grand propriétaire terrien de Kiev et de Minsk détenant une propriété de plus de 8 500 dessiatines.
Il a terminé l'école de cavalerie Nicolas en 1896 avec le grade d'officier cornette dans le régiment de grenadiers à cheval de la garde (ru).
En 1903, il quitte ce régiment avec le grade de lieutenant et se consacre à ses terres dans ses domaines ancestraux. La même année, il est élu membre du zemstvo de l'ouezd de Tchyhyryne. En 1906, il est nommé maréchal de la noblesse dans le même ouezd de Tchyhyryne et l'est resté jusqu'en 1912. Il était également juge de paix honoraire dans cet ouezd, conseiller municipal du zemstvo du gouvernement de Kiev et président de sa commission d'audit. Il était décoré de l'Ordre de Sainte-Anne du deuxième degré.
En outre, il était président de la Société kiévienne de l'agriculture et de l'industrie agricole, président du conseil d'administration de la Société mutuelle d'assurances des propriétaires fonciers des gouvernements de Kiev, de Podolie et de Volhynie, président de la Société de la caisse de retraite des employés de l'agriculture et de l'industrie agricole, président du conseil d'administration de la Société kiévienne de l'industrie et du crédit mutuel, directeur général du comptoir d'escompte agricole de Kiev, secrétaire général de l'Union des propriétaires fonciers et des agriculteurs du gouvernement de Kiev, membre de la Chambre de commerce à l'exportation de Kiev.  
Il a encore été membre du conseil d'administration d'un certain nombre d'autres institutions publiques, caritatives et éducatives. Au début de l'année 1913, il est élu directeur de la branche de Kiev de la Société musicale russe. La même année, il participe activement à l'organisation de la 13e exposition de Kiev dont il est compagnon d'honneur du président de celle-ci.
Après la révolution d'Octobre 1917, il n'émigre pas. À partir de 1937, il travaille au Musée-zapovednik P. Tchaïkovski de Kline et en 1945 en devient le conservateur en chef. Il a laissé deux livres de souvenirs sur Tchaïkovski : Notes sur P. I. Tchaïkovski (Moscou, 1962) et Les années de créativité de Tchaïkovski Kline (Moscou, 1965). Il a été décoré de l'Ordre du Drapeau rouge du Travail le 22 juin 1946.
Il meurt à Kline en 1965 et est enterré au cimetière municipal Demianovski.

## Famille
Son épouse était Marguerite Nikolaïevna Lopoukhina (1864-1931). Ils ont eu quatre enfants : Irina (1900-1989), Tatiana (1902-1925), Xénia (1905-1989) et Gueorgui.

## Publications
- (ru) I. Davydov (Давыдов Ю. Л.) et . [Навтиков, Григорий Иванович, Notes sur P. Tchaïkovski (Записки о П. И. Чайковском), Moscou, [Музгиз],‎ 1962, 116, (lire en ligne)
- (ru) I. Davidov (Давыдов Ю. Л.) et [Федосюк, Юрий Александрович], Les années à Kline dans l'œuvre de Tchaïkovski (годы творчества Чайковского), Moscou, [Московский рабочий],‎ 1965, 128 p. (lire en ligne)

## Sources
- Les rangs de la cour, les suites de leurs majestés et noblesse héréditaire de l'empire russe - Kiev 1913.